# Poltys laciniosus
Poltys laciniosus es un spinespecies en la clasificación taxonómica de la wielwebspinnen (Araneidae).
El animal pertenece al género Poltys. El nombre científico de la especie fue la primera válidamente publicado en 1886, por Eugen von Keyserling.